# Anàlisi de microcomponents
L'anàlisi de microcomponents és una especialitat dintre de l'anàlisi química on es mesura una quantitat relativa d'anàlit (d'entre l'1% i el 0,01%) en una mostra.
Aquest mètode d'anàlisi s'utilitza per determinar quantitats relatives de vitamines, aminoàcids, àcids grassos i minerals. Els mètodes més comuns utilitzats per determinar els microcomponents són l'espectrofotometria, l'espectrometria d'absorció atòmica i la cromatografia.

## Determinació de vitamines
La determinació de vitamines es divideix en dos grups, la determinació de vitamines liposolubles i la determinació de vitamines hidrosolubles.
Per determinar les vitamines liposolubles com les vitamines A, D, E i K s'utilitza generalment l'HPLC (cromatografia líquida d'alta resolució).
Per determinar les vitamines hidrosolubles com les vitamines del grup B, es fan servir mètodes principalment microbiològics. Els mètodes microbiològics tenen certs avantatges, ja que són capaços de mesurar quantitats molt petites d'una vitamina en particular en un ampli rang de matrius i amb una gran precisió. Per altra banda, aquests mètodes necessiten una infraestructura de laboratori específica i personal capacitat. Tot i així, algunes de les vitamines del grup B es poden determinar amb el mètode de l'HPLC o mitjançant mètodes colorimètrics.

## Determinació d'aminoàcids
Hi ha diferents mètodes per determinar de manera quantitativa els aminoàcids. Els més utilitzats són la cromatografia, l'electroforesi i reaccions amb dinitrofluorobenzè i fenilisotiocianat.

## Determinació d'àcids grassos
Per la determinació d'àcids grassos els mètodes que es fan servir inclouen la cromatografia. El més comú és la cromatografia de gasos.

## Determinació de minerals
Actualment existeixen una amplia varietat de mètodes per la determinació dels minerals. Els mètodes més utilitzats inclouen l'espectrofotometria, la fluorometria, l'espectrometria d'absorció atòmica, el FAAS (espectrometria d'absorció atòmica de flama), el GFAAS (espectrometria d'absorció atòmica de forn de grafit), el HGAAS (espectrometria d'absorció atòmica per generació d'hidrurs), l'ICP-AES (espectrometria d'emissió atòmica de plasma acoblat inductivament) i l'ICP-MS (espectrometria de massa de plasma acoblat inductivament).